# Text Template Transformation Toolkit
Text Template Transformation Toolkit (скорочено T4) — шаблонно орієнтований генератор коду від компанії Microsoft. Він включений у Visual Studio починаючи з версії 2008 і для Visual Studio 2005 доступний як окремий тулкіт. T4 має ASP.NET подібний синтаксис.

## T4 частини

### Директиви обробки (Processing directives)
Директиви компіляції та опції обробки для блоків коду, мова програмування для даних директив це C#. Існують наступні типи директив:
- Директиви шаблонів(Template directive) — Дозволяє встановити правила за якими шаблон буде оброблено, можливе лише одиничне використання даної директиви. Приклад:

```
 
<
#@
 
template
 
[
language
=
"VB/C#"
]
 
[
compilerOptions
=
"опції компілятору"
]
 
[
culture
=
"код культури"
]
 

[debug="true/false"]
 
[
hostspecific
=
"true/false/trueFromBase"
]
 
[
inherits
=
"ім'я класу від якого відбувається наслідування"
]
 

[visibility="public/internal"]
 
[
linePragmas
=
"true/false"
]
 
#
>

```

- Вихідні директиви(Output directive) — Дозволяє встановити тип вихідного файлу, а також кодування цього файлу. Приклад:

```
 
<
#@
 
output
 
extension
=
".extension"
 
[
encoding
=
"encoding"
]
 
#
>

```

Підтримуються наступні кодування: US-ASCII, UTF-16BE, UTF-16, UTF-8M, UTF-7, UTF-32, 0(Кодування за замовчуванням)
- Директиви зборки(Assembly directive) — Дозволяє додавати посилання на бібліотеки. Приклад:

```
 
<
#@
 
assembly
 
name
=
"жорстке ім'я|ім'я файлу"
 
#
>

```

- Директиви імпорту(Import directive) — Дозволяє використовувати доданий простір імен у програмі. Приклад:

```
 
<
#@
 
import
 
namespace
=
"простір імен"
 
#
>

```

- Директиви включення(Include directive) — Дозволяє вставляти текст з файлу у шаблон. Файл котрий імпортовано також може містити директиви для імпорту інших файлів. Приклад:

```
 
<
#@
 
include
 
file
=
"Ім'я файлу"
 
#
>

```

- Директиви параметрів(Parameter directive) — Дозволяє задати змінну котра буде ініціалізована ззовні. Приклад:

```
 
<
#@
 
parameter
 
type
=
"Повний тип змінної"
 
name
=
"Ім'я змінної"
 
#
>

```

### Текстові блоки(Text blocks)
Блоки виводяться у вихідний файл без змін.

### Блоки керування(Control blocks)
Програмний код для обробки даних може бутий написаний на мовах C# або Visual Basic і розміщюється у середині скобок(дужок). Код може використовувати будь-які конструкції мов, а також будь-які .NET API. Блоки бувають трьох типів:
- <# Standard control block #> — блок містить будь-який програмний код котрий робить обчислення і вивід, через функції виводу.
- <#= Expression control block #> — блок містить змінні та методи, які щось повертають, значення котрих буде виведене у вихідний файл.
- <#+ Class feature control block #> — блок містить методи, поля, властивості, перерахування(enum) котрі маєть бути реалізовані і можуть бути використані у інших блоках.